# Sukri Mustafá
Sukri (o Shukri) Mustafá (1924-1978) fue un ingeniero agrícola y líder yihadista egipcio, seguidor de Sayyid Qutb y de los Hermanos Musulmanes, que participó en el asesinato del ministro egipcio de Asuntos Religiosos, Mohamed al Dhahabi, por lo que fue condenado a prisión y ejecutado en 1978. Durante el tiempo que permaneció preso con anterioridad al asesinato de Dhahabi, radicalizó sus posturas, considerando que toda la sociedad era apóstata e infiel. Fue el principal fundador del grupo o secta, Takfir Wal Hijra (Anatema y Exilio), una organización yihadista radical (wahabista) que fue ganando adeptos con el tiempo, en especial tras la ejecución de Sukri.